# Aco (pravnik)
Aco, na latinskom Azzo, (1150-1225), bio je uticajni pravnik i glosator rođen u Bolonji. Bio je najcenjeniji iz grupe takozvana četiri doktora prava ili legum doctor (ostala trojica su Jakub, Hugo i Martin). Bio je pripadnik bolonjske škole prava, a najpoznatiji je po svojoj zbirci glosa koja se zove Summa codicis. Ova knjiga uživala je veliki autoritet među pravnicima evropskog-kontinentalnog prava, a njen uticaj se osetio sve do Engleske gde ju je često u svojim komentarima citirao engleski pravnik Henri Brekton u svom „Komentaru o zakonima i običajima Engleske”.
Aco je pisao glose na sve delove Corpus iuris civillis-a, a njegov učenik bio je poslednji glosator Akurzije.
Postoji italijanska izreka vezana za njega koja u originalu glasi „Chi non ha Azzo, non vada al palazzo” ili u prevodu „Ko na svojoj strani ima Aca, taj neće ići pred sud”.

## Radovi
- - Ad singulas leges XII librorum Codicis Iustinianei commentarius (на језику: латински). Paris: Sébastien Nivelle. 1577.